# Szabolcs-Szatmár-Bereg
Szabolcs-Szatmár-Bereg er en af de 19 provinser i Ungarn. Provinsen har et areal på 5.936 kvadratkilometer, og et indbyggertal (pr. 2008) på 571.018. 
Szabolcs-Szatmár-Beregs hovedstad er Nyíregyháza, der også er provinsens største by.
- Wikimedia Commons har flere filer relateret til Szabolcs-Szatmár-Bereg

48°00′N 22°10′Ø / 48°N 22.17°Ø